# Несс Каунти (1894) (метеорит)
Ness County (1894) — каменный метеорит-хондрит класса L6, найденный в 1894 году в округе Несс, штат Канзас, США. Представляет значительную научную ценность как один из хорошо сохранившихся и изученных образцов обыкновенных хондритов поздней стадии метаморфизма.

## История находки
Первый фрагмент метеорита был обнаружен в ноябре 1894 года примерно в полумиле (800 м) от населённого пункта Кансада (англ. Kansada) в округе Несс в штате Канзас. Впоследствии было найдено ещё 27 обломков, составивших единый метеоритный дождь. Согласно одним источникам, общий вес найденных фрагментов составляет около 17 кг, по другим данным — около 50 кг. 
Интересно, что позднее у исследователей возникли сомнения относительно принадлежности самого первого найденного фрагмента к остальной коллекции, так как его химический состав и структура несколько отличались. Тем не менее, в каталогах метеоритов все находки классифицируются как части одного метеоритного тела.

## Физические характеристики
Метеорит Ness County (1894) классифицирован как обыкновенный хондрит класса L6, что означает:
- Принадлежность к L-хондритам (низкое содержание железа)
- Петрологический тип 6 (высокая степень термального метаморфизма)

Основные характеристики:
- Плотность: около 3,4-3,5 г/см³
- Магнитная восприимчивость: 4,50-4,70 log × 10⁻⁹ м³/кг
- Содержание металлического железа: 4-7%
- Содержание общего железа: 20-22%

Минеральный состав:
- Оливин (Fa₂₃₋₂₅) — около 40-50%
- Пироксен (Fs₂₀₋₂₂) — около 25-30%
- Плагиоклаз — около 10-15%
- Металлические фазы (никелистое железо) — 4-7%
- Троилит (FeS) — 5-6%
- Второстепенные минералы (хромит, фосфаты и др.)

Под микроскопом видны расплывчатые хондры, что является характерным признаком хондритов типа 6, подвергшихся значительному термальному метаморфизму.

## Научное значение
Метеорит Ness County (1894) представляет интерес для науки по нескольким причинам:
- Как образец L-хондрита, он дает информацию об одном из наиболее распространенных типов метеоритного вещества в Солнечной системе
- Петрологический тип 6 указывает на длительное пребывание метеоритного тела в условиях высоких температур, что позволяет изучать процессы термального метаморфизма в малых телах Солнечной системы
- Анализ изотопов в метеорите помогает в определении возраста и эволюционной истории его родительского тела
- Исследование ударно-метаморфических особенностей позволяет оценить ударные воздействия, которым подвергалось это вещество в космосе

Исследования показали, что возраст метеорита составляет около 4,5-4,6 миллиардов лет, что соответствует раннему периоду формирования Солнечной системы. Космический возраст (время пребывания в космическом пространстве в виде отдельного тела) оценивается в 10-15 миллионов лет.

## Распределение образцов
Фрагменты метеорита Ness County (1894) хранятся в различных научных учреждениях по всему миру:
- Смитсоновский институт (Вашингтон, США) — несколько образцов общим весом около 8 кг
- Метеоритная коллекция Аризонского университета — около 4 кг
- Полевой музей естественной истории (Чикаго) — около 2 кг
- Метеоритная коллекция РАН — один фрагмент весом 67,3 грамма
- Музей естественной истории (Лондон) — несколько образцов
- Институт Макса Планка (Германия)
- Музей естественной истории Вены (Австрия)

Остальные образцы находятся в частных коллекциях или были использованы для различных научных исследований.

## Подобные метеориты
Ness County (1894) относится к обыкновенным хондритам класса L6, который является одним из самых распространенных типов метеоритов, падающих на Землю. Другие известные метеориты аналогичного класса:
- Хессле (Hessle) — падение 1869 года, Швеция
- Шиназа (Chinautla) — находка 1902 года, Гватемала
- Холбрук (Holbrook) — падение 1912 года, Аризона, США
- Индарх (Indarch) — падение 1891 года, Азербайджан
- Туатара (Tuatara) — падение 1966 года, Новая Зеландия

## История исследования
После обнаружения метеорит был изучен профессором Г.Л. Престоном, который впервые описал его в научной литературе в 1895 году. В 1920-х годах образцы изучались Г.А. Мерриллом, который детально описал минералогию и петрографию метеорита.
Современные исследования метеорита включают:
- Изотопный анализ для определения возраста и космической истории
- Электронно-микроскопические исследования структуры
- Анализ редкоземельных элементов
- Исследования магнитных свойств
- Изучение продуктов космического выветривания

В 2010 году группа исследователей из Лунно-планетного института (США) провела комплексное исследование изотопного состава метеорита, что позволило уточнить время его формирования и историю ударных событий на родительском теле.